# Броа (Саона и Лоара)
Броа (фр. Broye) насеље је и општина у источном делу централне Француске у региону Бургоња, у департману Саона и Лоара која припада префектури Отен.
По подацима из 2011. године у општини је живело 779 становника, а густина насељености је износила 27,44 становника/km². Општина се простире на површини од 28,39 km². Налази се на средњој надморској висини од 295 метара (максималној 664 m, а минималној 289 m).

## Демографија
| 1962. | 1968. | 1975. | 1982. | 1990. | 1999. | 2011. |
| ----- | ----- | ----- | ----- | ----- | ----- | ----- |
| 819   | 798   | 740   | 715   | 718   | 689   | 779   |

График промене броја становника у току последњих година